# Spalangia irregularis
Spalangia irregularis är en stekelart som beskrevs av Boucek 1963. Spalangia irregularis ingår i släktet Spalangia och familjen puppglanssteklar.
Artens utbredningsområde är:
- Cypern.
- Israel.
- Rumänien.

Inga underarter finns listade i Catalogue of Life.